# 125街車站 (IND第八大道線)
125街車站（英語：125th Street station）是紐約地鐵IND第八大道線的快車地鐵站，位於曼哈頓125街及聖尼古拉斯大道交界，設有A線和D線（任何時候停站）、C線（任何時候停站（深夜除外））與B線（僅平日停站）列車服務。
相鄰的地標包括阿波羅劇院和杜魯骨科藥物學院。

## 歷史
125街車站於1932年9月10日與IND第八大道線其餘由錢伯斯街到207街的車站一同啟用。
1981年，MTA將此站與其餘69個車站列為最差的地鐵站。車站於1980年代翻新，兩條各前往北端月台的樓梯被移除，月台原初的白式地面瓷磚也被取代。後來另一個翻新重置了已關閉的樓梯，並在月台中央安裝了符合ADA標準的升降機。

## 車站結構
| G        | 街道                  | 出入口 |
| M        | 夾層                  | 閘機、車站詢問處、往出口 升降機位於125街及聖尼古拉斯大道西南角                                                             |
| P 月台層 | 北行                  | 尖峰時段往貝德福德公園林蔭路，其餘時段145街（135街） · 往168街（ 深夜時往英伍德-207街（135街）                             |
| P 月台層 | 島式月台，左/右側開門 | |
| P 月台層 | 北行快速              | 往英伍德-207街（145街） · 往諾伍德-205街（145街）                                                                          |
| P 月台層 | 南行快速              | 往勒弗茲林蔭路/遠洛克威-莫特大道（黃昏尖峰時段往洛克威公園）（59街-哥倫布圓環） · 往康尼島-斯提威爾大道（59街-哥倫布圓環） |
| P 月台層 | 島式月台，左/右側開門 | |
| P 月台層 | 南行                  | 往布萊頓海灘（116街） · 往尤克利德大道（ 深夜時往遠洛克威-莫特大道）（116街）                                              |

此站在南端軌道和月台上方設有夾層，並可在兩端都連接兩個閘機區。每個月台都設有五條樓梯和哈萊姆區在1920、1930年代的大型照片。
此站以南的下一個快車地鐵站，59街-哥倫布圓環，距離此站3.35英里（5.391公里），中間跳過了七個慢車站。這是紐約地鐵內兩個快車站之間最長的距離。

## 外部連結
- nycsubway.org—IND 8th Avenue: 125th Street
- Station Reporter — A Lefferts
- Station Reporter — A Rockaway
- Station Reporter — B Train
- Station Reporter — C Train
- Station Reporter — D Train
- The Subway Nut — 125th Street Pictures（页面存档备份，存于）
- 125th Street entrance at southwest corner from Google Maps Street View
- 127th Street entrance at southwest corner from Google Maps Street View
- Platforms from Google Maps Street View （页面存档备份，存于）